# Agnosticismus

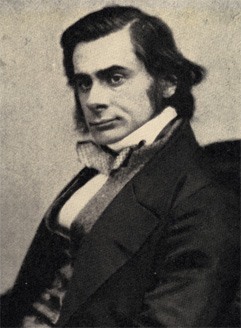
Thomas Henry Huxley, autor a zastánce termínu agnosticismus v r. 1857, tři roky před tím, než se začal zabývat konceptem agnosticismu.

Agnosticismus je názor, že pravdivost některých tvrzení, zejména těch, která se týkají existence či neexistence jakéhokoliv boha, se nedá prokázat ani vyvrátit a že totéž platí i pro další, zejména náboženská a metafyzická tvrzení. Agnosticismus je někdy používán k označení celkově zpochybňujícího či skeptického postoje, zvláště k náboženským otázkám. V jistém smyslu se v případě agnosticismu nejedná ani tak o světonázor či přesvědčení, jako spíše o určitý druh metodického přístupu k rozporům a vztahům mezi vírou (zvl. náboženskou) a věděním (ve smyslu vědecky prokazatelného poznání).
Termín agnostik („agnostic“) začal razit poprvé Thomas Henry Huxley, slavný anglický biolog a propagátor darwinismu, v roce 1876, jeho podstatou se zabýval již od roku 1860. Způsob agnostického uvažování se však objevuje v průběhu celé historie filosofického myšlení, např. u řeckých filosofů Prótagora, Pyrrhóna a Karneada či ve védské literatuře a dalších.
Díky Huxleyho aktivitě při prosazování termínu ho převzalo mnoho myslitelů, a přestože pro Huxleyho byl agnosticismus metodou, jak pohlížet na vědecká a náboženská tvrzení „zvenčí“, je dnes často chápán jako „přechodový most“, střední či „váhavá“ pozice mezi teismem a ateismem.

## Etymologie
Termín agnosticismus vznikl spojením řeckého záporu ἀ- se slovem γνῶσις (gnósis = poznání), á-gnósis tedy znamená nemožnost poznání: nepoznatelnost.
Konceptem agnosticismu se Huxley zabýval přibližně od r. 1860 a poprvé termín použil v roce 1876 ve svém projevu na zasedání anglické Metafyzické společnosti (Metaphysical Society), v němž popsal svou filosofii, odmítající jakoukoliv možnost duchovních či mystických poznání. Dřívější autority křesťanské církve totiž slovo gnósis používaly ve smyslu „duchovní poznání“. Agnosticismus nelze ovšem plést dohromady s náboženskými postoji, vymezujícími se proti starověkým náboženským herezím, jako byl třeba gnosticismus, Huxley používal termín v mnohem širším a abstraktnějším smyslu, chápal ho nikoliv jako víru či vyznání, ale jako metodu skeptického základního výzkumu, přinášejícího důkazy.
Počátkem 21. století se ve vědecké literatuře, zabývající se neurovědou a psychologií, začal objevovat termín „agnostic“ ve smyslu „nelokalizovatelný“. V technické, počítačové a marketingové literatuře ve stejné době získalo slovo „agnostický“ význam „nezávislý“ či „univerzální“. Např. „platformě agnostický“ je označení softwaru, který může běžet pod libovolným operačním systémem. Obdobně existuje termín „hardware agnostic“ označující softwarovou platformu kterou je možné provozovat na různých typech hardwaru atd.

## Další definice
| „                     | Agnosticismus není ve skutečnosti vyznání, ale metoda, jejíž podstata spočívá v důsledné aplikaci jediného principu. | “ |
| — T. H. Huxley (1889) | |   |

Za základní a výchozí bychom měli brát definici otce termínu Thomase Henryho Huxleyho. Agnosticismus je totiž ostře napadán jak teisty, tak ateisty. Je proto třeba mít na paměti, že definice stoupenců obou těchto „táborů“ se od původního smyslu, tak jak jej formuloval Huxley, mohou lišit mj. i právě proto, aby se pak snadněji vyvracely.
- Podle Huxleyho je agnosticismus důslednou aplikací principu, který lze vyjádřit:

1. pozitivně: „ve věcech myšlení následujte vlastní rozum až tam, kam vás zavede, bez ohledu na cokoliv jiného“
2. negativně: „ve věcech myšlení neberte za jisté úsudky, jež nejsou či nemohou být dokázány“[9]

- Nejčastěji používanou definicí v Česku počátkem 21. století je, že „agnosticismus je filosofický názor tvrdící, že existenci čehokoli, co nelze poznat zkušeností, tedy např. Boha, nemůžeme ani dokázat, ani vyvrátit.“[14] Tato definice však vychází z (preagnostika) Davida Huma[15] (viz níže).

- Ottův slovník naučný s kritickou glosou definuje agnosticismus jako přesvědčení o nepoznatelnosti Boha, světového celku, duševního principu, prvních příčin a posledních účelů a o nemožnosti rozřešiti vlastní záhadu hmoty, ducha, prostoru, času, síly a hybu.[16] Tato definice však vychází z (preagnostika) Augusta Comta[17] (viz níže).

- Někteří teisté, např. český katolický teolog, kněz Tomáš Halík, definují agnosticismus jako „vágní náboženskost“ či „něcismus“ (tvrzení: „v Boha církví nevěřím, ale ,něco‘ nad námi musí být“),[18][19] resp. náboženský diletantismus (T. G. Masaryk).[20]

- Někteří skeptikové odmítají ztotožňování agnosticismu se skepticismem. Jeden z nejvýznamnějších antických skeptiků, Sextus Empiricus, vyčleňuje skeptickému postoji zcela zvláštní místo a zapovídá ho směšovat jak s dogmatismem, tak s agnosticismem (resp. s jejich argumentací, termíny jsou až pozdější).[21]

- Oproti předchozímu americký novinář Ron Rosenbaum označuje v „Agnostickém manifestu“ („An Agnostic Manifesto“) z roku 2010 agnosticismus za krajní skepticismus: „Agnosticismus není ateismus nebo teismus. Je radikálním skepticismem pochybujícím o možnosti jistoty, opozicí vůči nezaručeným jistotám nabízeným ateismem i teismem.“ (Manifest vzbudil velkou diskusi, ale byl ostře kritizován pro autorovu minimální erudici a špatnou orientaci v základních pojmech.)[22]

## Druhy agnosticismu
Australský filosof a religionista Graham Robert Oppy (* 1960) uvádí dva základní typy agnosticismu:
1. Silný agnosticismus„Rozumný člověk je povinen odmítnout řešení otázky Boží existence.“
Silný (nebo též striktní, přísný, tvrdý, uzavřený, pozitivní nebo absolutní) agnosticismus v zásadě popírá jakoukoliv možnost poznání Boha, bohů nebo jiné nejzazší jsoucnosti, protože jakoukoliv osobní zkušenost je možné potvrdit nebo vyvrátit zase jenom další subjektivní zkušeností.
2. Slabý agnosticismus„Rozumný člověk nevidí důvod, proč by se otázka Boží existence neměla řešit, i když ji zatím za vyřešenou nepovažuje.“
Slabý (nebo též empirický, mírný, měkký, otevřený, negativní nebo dočasný) agnosticismus připouští, že otázka existence nebo neexistence Boha dosud nebyla zodpovězena, ale že je teoreticky ověřitelná, pokud se objeví další důkazy.
V mírném rozporu s Oppym i Huxleyem (tj. bez důrazu na důkaz), ale „lidověji“ bývá silný a slabý agnosticismus charakterizován výpověďmi:
1. Silný agnostik: „Já to nevím a ty to také nevíš.“
2. Slabý agnostik: „Já to nevím, ale ty to možná víš.“
Britský biolog a evolucionista Richard Dawkins (který ovšem jinak agnosticismus kritizuje z ateistických pozic, viz níže), rozlišuje několik druhů agnosticismu a člení je dvěma způsoby:
Členění TAP a PAP
1. TAP – dočasný agnosticismus v praxi („Temporary Agnosticism in Practice“)„legitimní nerozhodnost v situaci, kdy odpověď existuje, ale zatím jsme k ní nedošli (nemáme dostatek důkazů, nerozumíme jim, nemáme dostatek času na jejich rozluštění“
– odpovídá v podstatě slabému agnosticismu
2. PAP – trvalý agnosticismus z principu („Permanent Agnosticism in Principle“)„přesvědčení, že některé otázky nelze nikdy zodpovědět bez ohledu na množství shromážděných důkazů, protože u některých otázek důkazy nelze aplikovat (např. otázka, zda skutečně vidíte stejnou červenou jako já)“
– odpovídá v podstatě silnému agnosticismu
Členění na škále teista/ateista (dle pravděpodobnosti, jakou přisuzuje existenci Boha)
1. Vyšší než 50 % Prakticky vzato agnostik, který tíhne k teismu„Jsem velmi nerozhodný, ale spíš bych v Boha věřil.“
2. Přesně 50 % Zcela nestranný agnostik„Existence a neexistence Boha jsou přesně stejně pravděpodobné.“
3. Nižší než 50 % Prakticky vzato agnostik, který tíhne k ateismu„Nevím, jestli Bůh existuje, ale spíš bych byl skeptický.“

## Argumenty agnosticismu

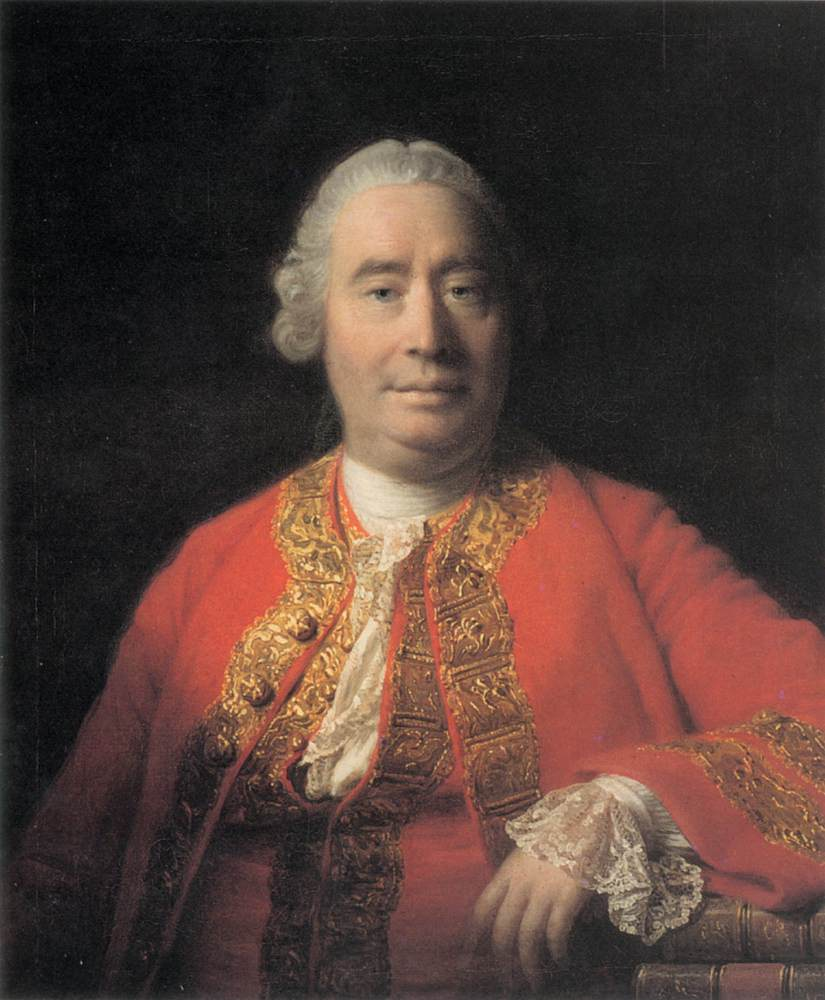
David Hume na obraze Allana Ramsaye z r. 1766

| „                                        | O bozích nelze věděti ani že jsou, ani že nejsou, ani jakou mají podobu. | “ |
| — Prótagorás z Abdér (481–410 př. n. l.) |                                                                          |   |

### David Hume
Skotský osvícenský filosof David Hume (1711–1776) tvrdil, že smysluplné výroky o universu jsou vždy podmíněny určitou mírou pochybnosti, a je skeptikem v tom smyslu, že nepřipouští žádnou jistotu v poznání předmětů zkušenosti, tedy v poznání předmětů, které neexistují mimo vědomí. Hume dále tvrdí, že velká část metafyziky není věda, popírá průkaznost zázraků i autoritu Bible, kritizuje věřící jako antropocentristy a egoisty a odmítá motivy odměny a trestu v křesťanské morálce. Hume však zároveň zpochybňuje i možnost důkazu Boží neexistence a požaduje po vědě, aby se zabývala pouze věcmi, které je možno pokládat za evidentní, protože jejich skutečnost je prokazována jednotnou lidskou zkušeností.

### Immanuel Kant

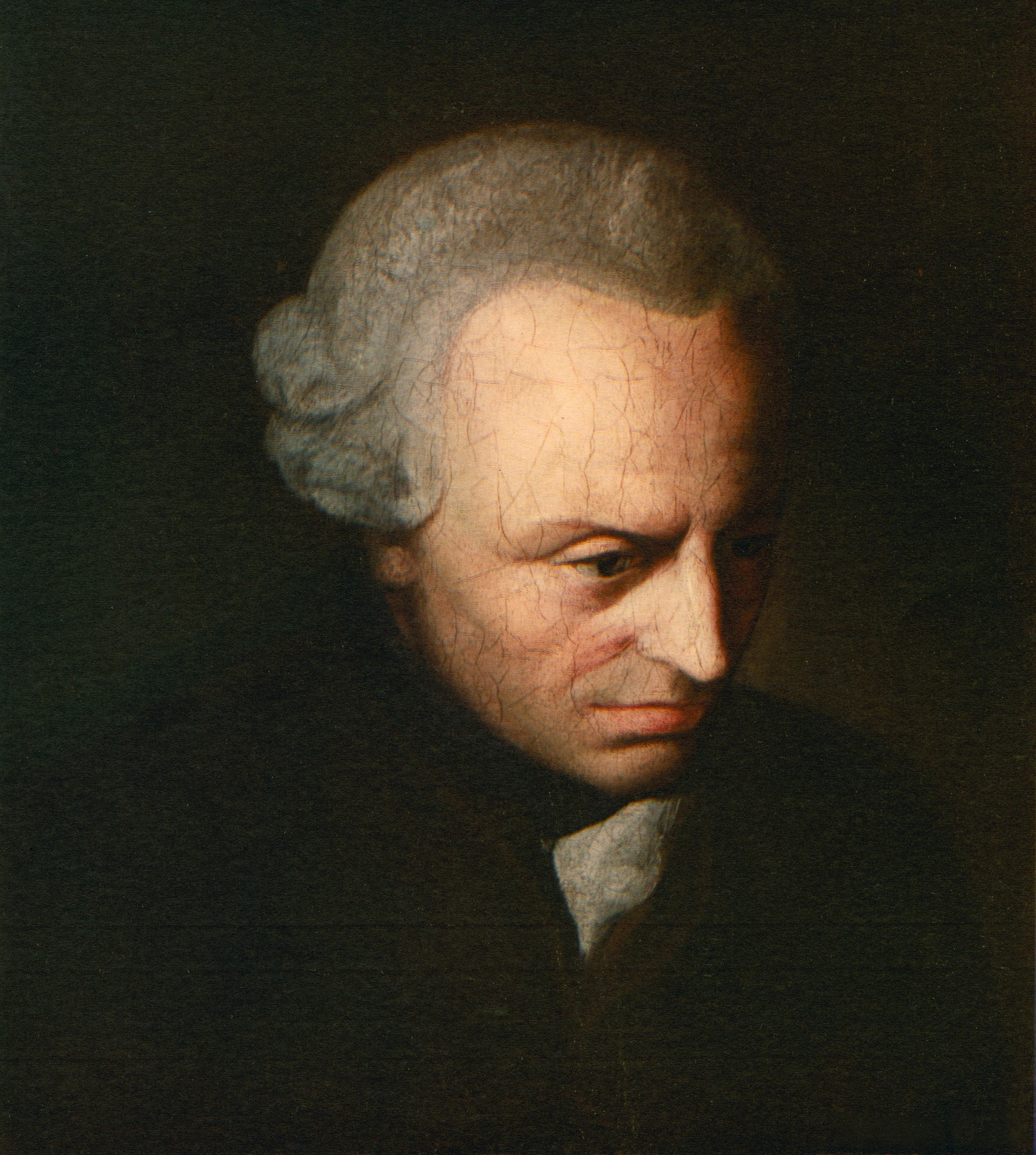
Immanuel Kant (anonym, malířská škola Antona Graffa, 1790)

Immanuel Kant (1724–1804) zdůrazňoval autonomii člověka a transcendentalismu, nezávislost vědění ve „světě pro nás“ a protestoval proti „dogmatickému rozumu“. Dále tvrdil, že dosavadní poznání světa se jeví jako přijímání informací o objektu (o světě), kdy objekt (věc) působí na subjekt (člověka) a tak vzniká pro člověka informace. Kant tzv. koperníkovským obratem dochází k názoru, že aktivní je přece člověk, tedy subjekt. Protože ve vědomí máme pak právě tolik, na kolik se ptáme (tedy objekt se nám dá natolik, nakolik jsme schopni ho vidět) – stává se objekt „věcí pro nás“ („Ding für Sich“). Objekt sám je pak „věc o sobě“ („Ding an sich“) a „věc o sobě“ nemůžeme vnímat ani poznávat (poznat můžeme jenom to, jak se nám věci jeví, svět jevů; podstatu věci, věc „o sobě“ poznat nemůžeme).

### Auguste Comte
Francouzský matematik, myslitel a zakladatel pozitivismu Auguste Comte (1798–1857) tvrdí, že v procesu poznání je člověk jen gnozeologický subjekt a jeho aktivita je vyloučena. Comte přejímá ze soudobé přírodovědy antiteologičnost a antimetafyzičnost a rezignuje na pátrání po tzv. prvních a posledních příčinách. Comte omezuje koncept poznání na to, co je poznatelné z hlediska empirické přírodovědy a odmítá spekulativní metafyziku i metafyzické otázky.

### Thomas Henry Huxley
Thomas Henry Huxley (1825–1895) na jedné straně tvrdil: „Dbám, abych učil své touhy podřizovat se faktům, nikoliv abych fakta nutil být v souladu s mými touhami... Stůjte před fakty jako malé dítě, buďte připraveni vzdát se jakéhokoliv apriorního názoru, následujte přírodu, ať vás vede kamkoli, k jakýmkoli propastem. Jinak nepoznáte nic.“
Na druhé straně Huxley prohlásil: „Stvoření v běžném slova smyslu je docela dobře představitelné. Nevidím nic problematického na představě, že v nějakých dávných dobách tento vesmír neexistoval a že začal existovat až (...) v důsledku vědomého rozhodnutí nějaké prehistorické bytosti. Tzv. apriorní argumenty (...) zpochybňující možnost stvořitelských činů, mi připadají zbavené jakéhokoliv racionálního základu.“

### Robert G. Ingersoll
Robert G. Ingersoll, americký právník, politik a uznávaný řečník ve své přednášce „Proč jsem agnostikem“ v roce 1896 prohlásil: „Myslím, že tím nejvyšším je sama příroda, že v jejím nekonečném řetězu nemůže být žádná souvislost osamocená nebo nefunkční, že neexistuje žádná nadpřirozená moc, která by mohla odpovědět na modlitby, žádná síla, jejíž uctívání by ji mohlo o něčem přesvědčit či něco změnit, žádná síla, která by se starala o člověka.“
Ingersoll dále řekl: „Je tam někde Bůh? Nevím. Je člověk nesmrtelný? Nevím. Jedno ale vím jistě: žádná naděje, žádný strach, žádná víra ani žádné popírání nemohou změnit skutečnost. Je to tak, jak to je, a bude to tak, jak to být musí.“ (...) „Můžeme být upřímní v přiznání, jak moc jsme neznalí. Budeme-li dotázáni, co je za horizontem známého, musíme říci, že nevíme.“
Ingersoll svůj postoj shrnuje slovy: „Je nádherné vědět, že alespoň v království myšlenek jste bez pout, že máte právo zkoumat všechny výšiny a hlubiny, že v žádné ze všech rozsáhlých prostor myšlení neexistují zdi ani ploty, žádná zakázaná místa ani žádné posvátné kouty.“

### Bertrand Russell
| „                              | Nejvíc utrpení způsobil člověk člověku proto, že byl přesvědčen o věcech, které se ukázaly být nepravdivé. | “ |
| — Bertrand Russell (1872–1970) | |   |

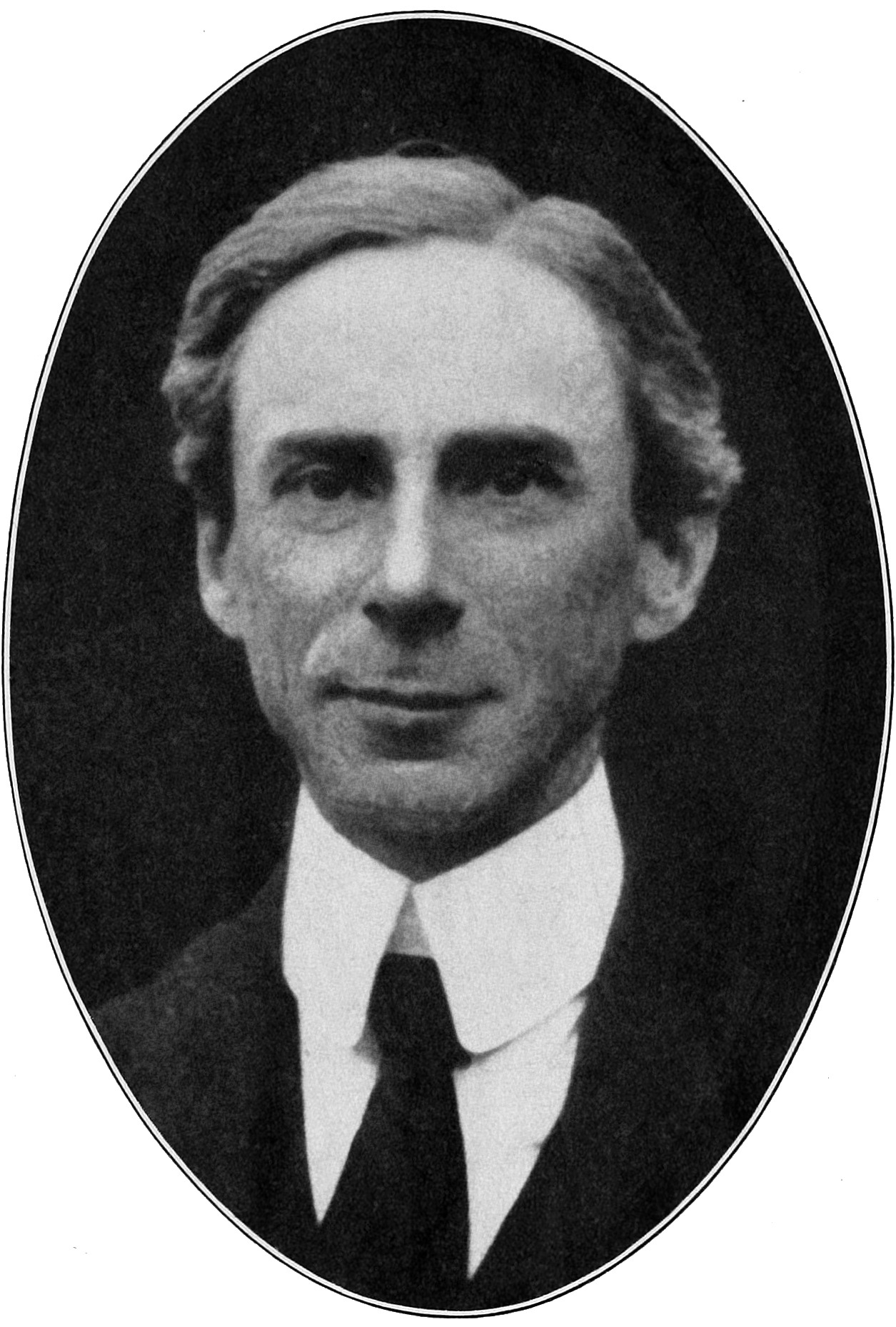
Bertrand Russell v r. 1916

Esej nositele Nobelovy ceny za literaturu Bertranda Russella „Proč nejsem křesťan“, vycházející z jeho projevu v roce 1927 a později zahrnutý do stejnojmenné knihy, je považován za klasiku agnosticismu. Shrnuje Russelovy námitky proti možnosti Boží existence a následně jeho morální výhrady proti křesťanskému učení. Poté Russel vyzývá čtenáře, aby se „postavili na své vlastní nohy a dívali se na svět otevřeně, beze strachu a se svobodným rozumem.“ V eseji „Mystika a logika" (Mysticism and logic) se Russellovi „plně rozvinutá mystika jeví pomýlená“, považuje ji však pro člověka za důležitou. Ve stejném eseji zároveň odmítá evolucionismus. V roce 1939 charakterizoval v přednášce „O existenci a podstatě Boha“ sám sebe jako ateistu, nicméně později, ve stejné přednášce, připouští ne-antropomorfní pojetí Boha.
V roce 1947 Russell prohlásil, že se může označit za ateistu i agnostika, záleží však na kontextu. V roce 1953 v eseji „Co je agnostik?“ Russell definuje agnostika takto: „Agnostik si myslí, že je nemožné poznat pravdu o věcech, které jsou pro křesťany důležité, jako je Bůh či příští život. A ne-li naprosto nemožné, pak zcela jistě nemožné v naší době.“ Připouští však možnost změny přesvědčení na základě zcela průkazného osobního zážitku.
Russell ve slavném „příkladě o čajové konvici“ kritizuje dogmatiky, kteří chtějí, aby jim skeptici jejich dogmata vyvraceli, místo aby je oni sami dokazovali.

### Další
Klasický americký film Kdo seje vítr (Inherit the Wind) natočený v r. 1960 podle stejnojmenné divadelní hry, inspirované tzv. opičím procesem, obsahuje typické argumenty agnosticismu. Státní žalobce Brady se v něm ptá obhájce a silného agnostika Drummonda: „Copak je možné, aby bylo vůbec něco svatého pro takového věhlasného agnostika, jako jste vy?“ A Drummond odpovídá: „Ano! Jedinečnost lidského myšlení! V dětské síle zvládnout násobilku je víc posvátnosti než ve všech vašich výkřicích: „Amen!“ „Svatá svátost!“ a „Hosana“! Myšlenka je větší monument než katedrála. A rozvoj lidského poznání je víc než zázrak s holemi změněnými v hady nebo rozestoupení vod! Darwin nás dovedl na vrchol kopce, ze kterého se můžeme ohlédnout a spatřit, odkud jsme přišli. Ale pro tento pohled, pro toto nahlédnutí, pro toto poznání musíme opustit naši víru v příjemnou poezii knihy Genesis!“

## Kritika agnosticismu

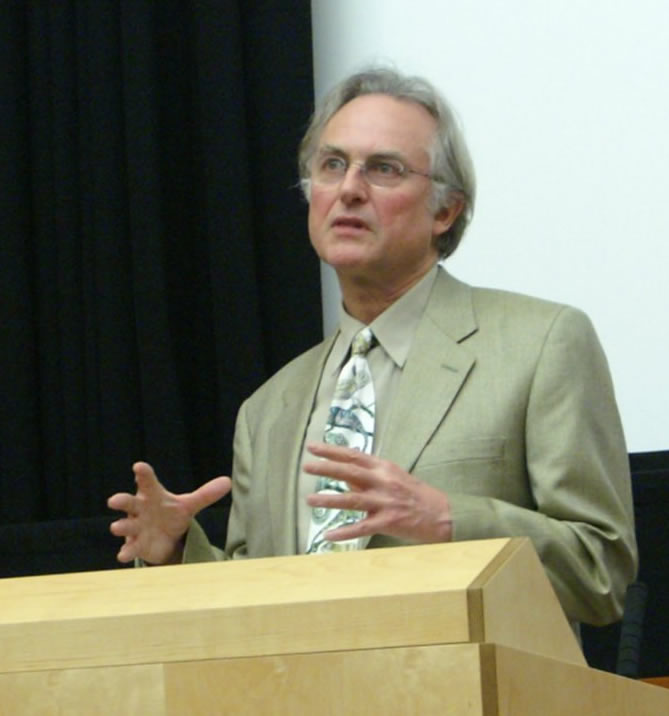
Richard Dawkins, známý britský evoluční biolog a zastánce sekulárního humanismu.

Agnosticismus je kritizován jak ze strany teistů, tak ateistů, jejich argumenty často mají jen opačná znaménka. Teisté i ateisté se dokonce někdy spojují v boji proti agnosticismu. Např. britský historik a dramatik, anglikánský kněz Hugh Ross Williamson (1901–1978) „choval v úctě oddané zbožné věřící a oddané ateisty“ a „své pohrdání si schovával pro nanicovaté bezpáteřní tuctové lidi, kteří se plácají kdesi uprostřed“. Jak teisté, tak ateisté přitom nepracují s Huxleyho definicí agnosticismu jako metody, ale zásadně ho chápou jako střední pozici mezi teismem a ateismem. Teisté tak často vnímají agnostiky jako „slabé věřící“ (Tomáš Halík je označuje jako „něcisty“), zatímco ateisté jako nevěřící, kteří zatím ještě vše důkladně nepromysleli a jsou proto nerozhodní.

### Kritika za strany teistů
Mnozí náboženští myslitelé zavrhují agnosticismus v jakékoliv jeho formě. Religiózní učenci největších tří tzv. abrahámovských náboženství (judaismus, křesťanství, islám) jsou si jisti možností poznání a to i tak metafyzických věcí, jako jsou Bůh a duše, protože lidské myšlení má dle jejich názoru též ne-materiální, duchovní složku. Prohlašují, že „nemusí být schopni je vidět či se jich dotknout“, stejně tak, jako toho nejsou schopni v případě gravitace, entropie, rozumu nebo myšlení.
Náboženští učenci, jako Laurence B. Brown, Ronald Tacelli a Peter Kreeft, tvrdí, že agnosticismus nebere v úvahu četné důkazy o Boží existenci, které sám Bůh vložil do procesu stvoření. Peter Kreeft a Ronald Tacelli k tomu uvádějí 20 „argumentů“ Boží existence. Tvrdí, že agnostický požadavek na vědecký důkaz Boží existence (nejlépe laboratorně ověřitelný) je ve skutečnosti výzvou Bohu, tedy nejvyššímu bytí, aby se stal lidským služebníkem. Argumentují, že s otázkou Boha by mělo být zacházeno jinak než s ostatními poznatelnými objekty, neboť „se týká něčeho, co je nad námi, nikoliv pod námi“. Křesťanský filozof Blaise Pascal tvrdil, že i kdyby opravdu neexistoval žádný důkaz Boha, měli by agnostici zvážit argument (dnes známý jako Pascalova sázka): předpoklad, že Bůh existuje, má nekonečně vyšší hodnotu, než předpoklad, že neexistuje, a tak je bezpečnější „vsadit si“ na Boží existenci.
Podle Josepha Ratzingera, pozdějšího papeže Benedikta XVI., je agnosticismus, konkrétně silný agnosticismus, úvaha limitovaná a protiřečící si v tvrzení, že síla rozumu vede k poznání pravdy vědecké, ale nikoliv již pravdy duchovní či filosofické. Vyloučení náboženství a etiky z myšlení podle něj vede k nebezpečným patologickým změnám ve vědě i náboženství a v důsledku toho k lidským i ekologickým katastrofám. „Agnosticismus,“ řekl Ratzinger, „je vždy jen plodem odmítnutí poznání, které bylo člověku nabídnuto. (...) Možnost poznat Boha existovala vždycky.“ Pro Ratzingera je agnosticismus volbou pohodlí, pýchy, dominance a užitku před pravdou a je v přímém protikladu k postoji co nejhorlivěji uplatňovat sebekritiku, pokorně naslouchat celku jsoucna, korigovat své vědecké metody a být ochoten dojít k očištění skrze pravdu.
Podle některých teologů ve skutečnosti není agnosticismus prakticky možný, neboť člověk může žít pouze tak, jako kdyby Boha nebylo („etsi Deus non daretur“) nebo tak, jako že Bůh je („etsi Deus daretur“). Tito učenci míní, že každý den v lidském životě je nenávratným krokem ke smrti, a tak nerozhodnost, zda je či není Bůh, kterého vidí jako vše zahrnující podstatu, účel a smysl života, je vlastně rozhodnutím se pro ateismus.
Někteří křesťané také tvrdí, že agnostik „je zvyklý pokládat sebe sama za měřítko všech věcí, svou vlastní zkušenost (včetně zkušenosti s fungováním vlastního rozumu) za jediný způsob poznání a svůj subjektivní obraz světa za jediný přijatelný“. Dovozují, že jeho tzv. „serióznost“ či „intelektuální poctivost“ mu brání brát vážně vlastní „tušení „něčeho za (nad) tím vším“, tedy něčeho svrchovaně významného“ a proto se zdráhá „opustit svou pozici, která má značnou setrvačnost“ a učinit rozhodující krok směrem k víře.
Stoupenci hnutí Hare Kršna kritizují agnosticismus proto, že „z malých částí poznání, které jsou verifikovány na základě smyslově-racionálním (...) se usuzuje na celek, konečné poznání, které je kvůli metodě dosažení sebe sama jaksi mlhavé a ve své podstatě neurčité (...) zatímco poznání ve védské tradici je sestupného, deduktivního a nespekulativního charakteru. Ze znalosti celku usuzuji na jeho části. Celkem ve védské tradici je Bůh, jenž je definován jako Absolutní Pravda. Metodou poznání je dotazování se na Absolutní Pravdu, která byla vyjevena před milióny let a tradovala se ústním podáním z učitele na žáka, což pokračuje dodnes.“

### Kritika ze strany ateistů
Marxisté vždy odmítali agnosticismus zcela zásadně, počínaje již Marxovou a Engelsovou kritikou Huma a Kanta a následně Leninovou kritikou moderního agnosticismu. Pro marxisty „podstata poznání spočívá v odrážení objektivního světa ve vědomí člověka“, vědecké poznání je pak „odraz skutečnosti, teoretické přetvoření objektivní reality ve vědomí lidí“. Pohyb poznání od jevů k podstatě věcí probíhá podle slov Lenina „od živého nazírání k abstraktnímu myšlení a od něho k praxi – taková je dialektická cesta poznání pravdy, poznání objektivní reality“. Agnosticismus je podle marxistů v rozporu s vědeckým světovým názorem, objektivní pravdou a materialistickou dialektikou.
Někteří ateisté tvrdí, že „agnosticismus je vnitřně rozporný, protože přesvědčení o nepoznatelnosti světa je nepochybně výsledkem nějakého poznání“, a že „má také velmi nebezpečné etické konsekvence – napomáhá všem totalitním režimům“.
Zřejmě nejvýraznější současný obhájce ateismu a bojovník proti teismu (odmítající toleranci k náboženství) Richard Dawkins tvrdí, že agnostici se dopuští logické chyby, když otázku Boží existence řadí do kategorie PAP, neboť hypotézám Boží existence a neexistence přisuzují stejnou pravděpodobnost, zatímco pokud by ji zařadili do kategorie TAP a zvážili by vědeckou pravděpodobnost obou hypotéz, museli by se stát prakticky ateisty. Dawkins uvádí jako příklad parodické náboženství uctívající Létající špagetové monstrum, jehož příslušníci, pastafariáni, v červnu 2005 v USA formálně zažádali, aby byl špagetový monsterismus vyučován jako další rovnocenný názor. Dle Dawkinsova názoru pravděpodobnost existence špagetového monstra (Russelovy čajové konvice, jednorožce, rusalek) není stejná jako pravděpodobnost jejich neexistence a totéž platí pro Abrahámovského Boha. Tím považuje Dawkins agnosticismus za chybný v samé jeho podstatě.